# قائمة المواقع والمعالم المصنفة في ولاية جيجل
هذه قائمة حصرية للمواقع الأثرية و المعالم التاريخية المصنفـــة حسب وزارة الثقافة والاتصال (الجزائر) لولاية جيجل
| رقم    | اسم                                | وصف | موقع | مدينة | قسم  | الإحداثيات | صورة |
| ------ | ---------------------------------- | --- | ---- | ----- | ---- | ---------- | ---- |
| 18-001 | كرنيش منظر طبيعي العوانة           |     |      |       | جيجل |            | صورة |
| 18-002 | كرنيش منظر طبيعي الزيامة المنصورية |     |      | جيجل  | جيجل |            | صورة |
| 18-003 | المغارات العجيبة الزيامة           |     |      |       | جيجل |            | صورة |